# Toon Aerts
Toon Aerts (Malle, província d'Anvers, 19 d'octubre de 1993) és un ciclista belga, professional des del 2014. S'ha especialitzat en el ciclocròs on s'ha proclamat Campió d'Europa i ha guanyat diversos campionats de ciclocròs, entre ells dues Copes del Món.
Va ser suspès des del 16 de febrer i durant 2 anys per un positiu de substàncies dopants.

## Palmarès en ciclocròs
- 2016-2017
  -  Campió d'Europa en ciclocròs
- 2018-2019
  -  Campió de Bèlgica en ciclocròs
  - Vencedor de la Copa del món de ciclocròs
- 2019-2020
  - Vencedor de la Copa del món de ciclocròs
- 2020-2021
  - Vencedor de la Superprestige
- 2021-2022
  - Vencedor de Trofeu X²O Badkamers

## Palmarès en ruta
- 2017
  - 1r a l'Internationale Wielertrofee Jong Maar Moedig